# گومگوان گایا
گئومگوان گایا (۴۳ الی ۵۳۲)، همچنین شناخته‌شده با نام بون‌گایا (본가야, 本伽倻, "گایای اصلی")؛ یا گاراکگوک، شهرستان-ایالت حاکم بر کنفدراسیون گایا در دوره سه پادشاهی کره بود. اعتقاد بر این است که گئومگوان گایا در نزدیکی شهر امروزی گیم‌هه باشد. با رجوع به سامگوک یوسا، گئومگوان گایا از ۹ روستای متحد توسط امپراتور سورو به وجود آمد.

## نگارخانه

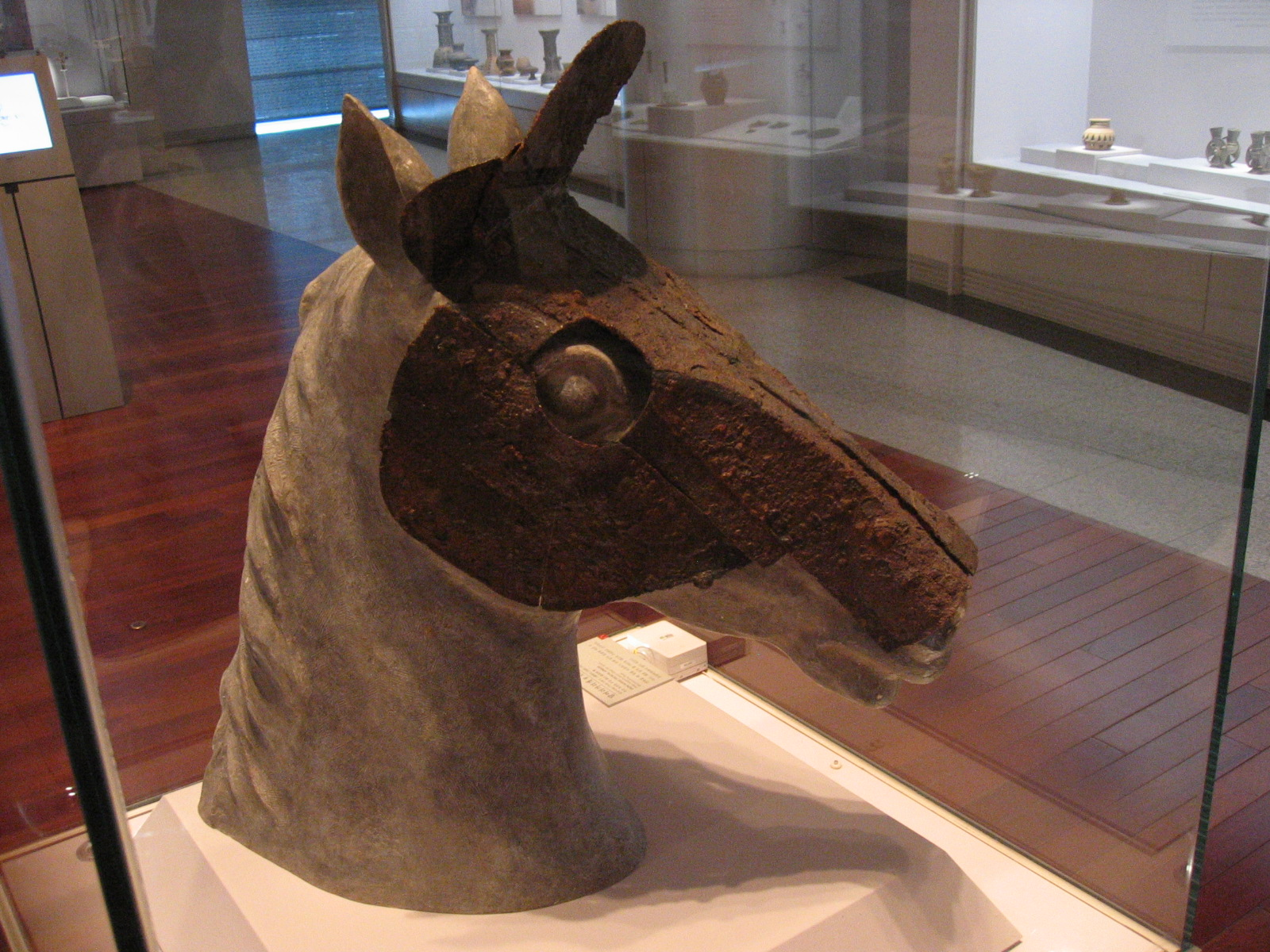
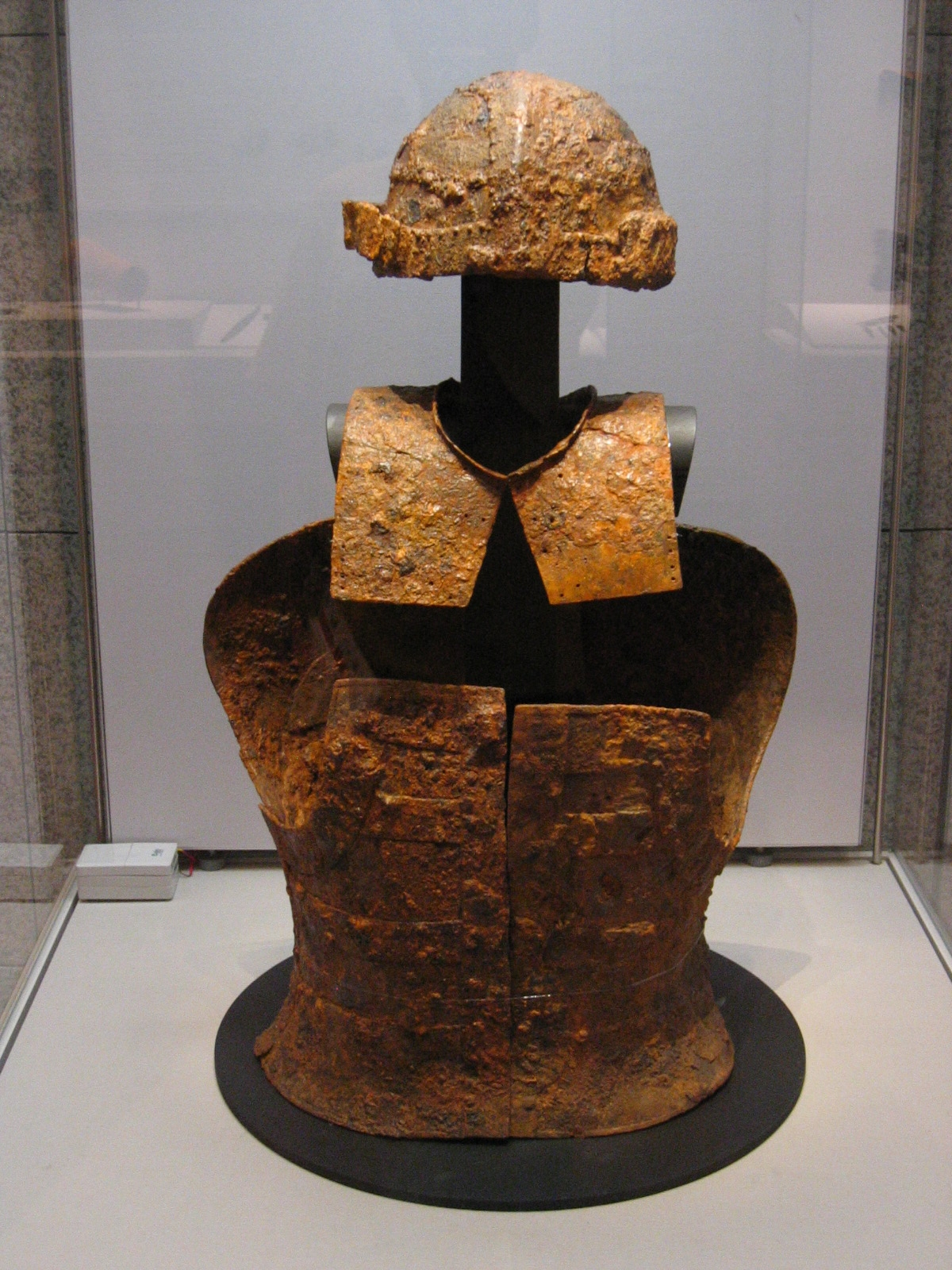
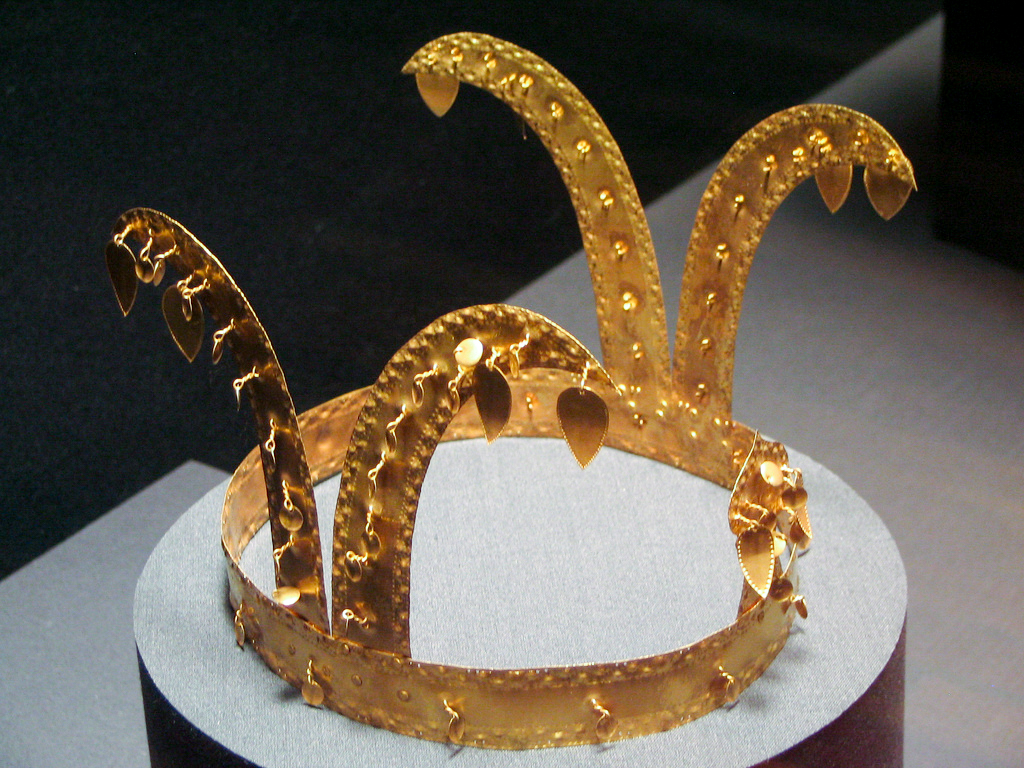
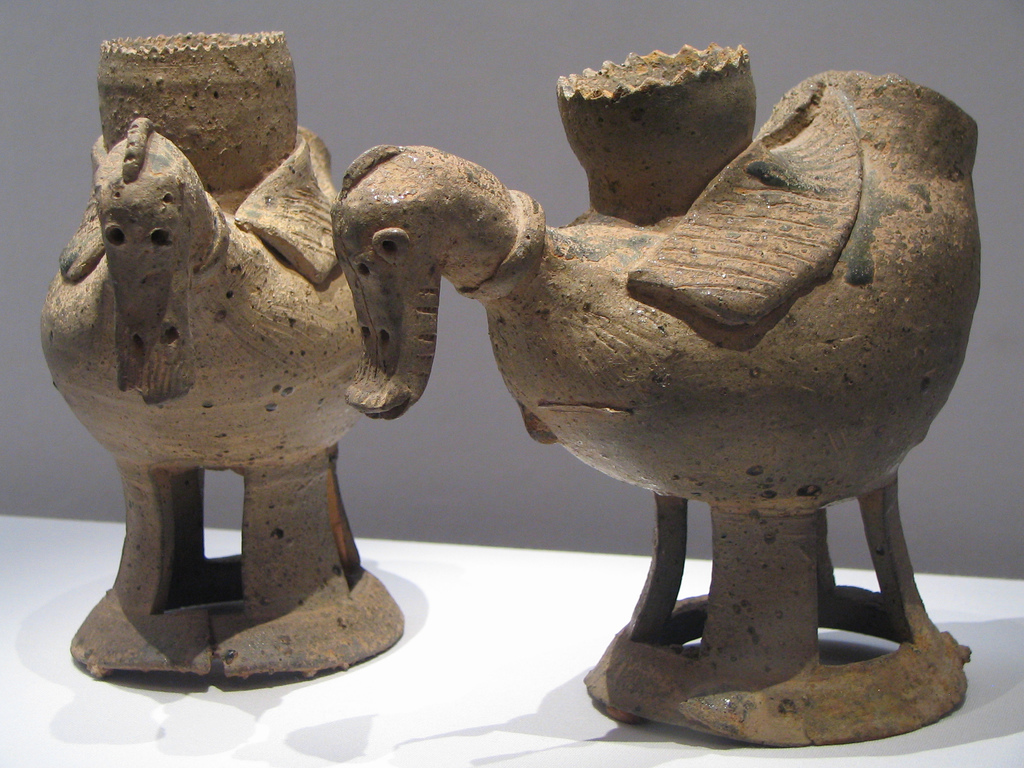